# 马里乌斯·尼古拉
马利乌斯·康斯坦丁·尼库莱（羅馬尼亞語：Marius Constantin Niculae，1981年5月16日—），是一名罗马尼亚足球运动员，司职前锋。

## 俱乐部生涯
1996年，尼库莱在布加勒斯特迪纳摩开始职业足球生涯。他在当年11月22日布加勒斯特迪纳摩主场5比2击败康斯坦察法乌尔的联赛中替补出场，年仅15岁190天，是罗甲联赛历史上第三年轻的出场球员。
1998年4月12日，在布加勒斯特迪纳摩7比1击败彼得罗沙尼积乌尔的比赛中射进职业生涯的首个联赛进球。
2000年夏季，成为布加勒斯特迪纳摩的10号球员，2000/01赛季联赛出场27次射进20球，是罗甲联赛的最佳射手。
2001年7月7日，尼库莱转会加盟葡萄牙足球超级联赛球队里斯本竞技，合同期三年，据报道转会费为300万美元，但相信真实价格为450万美元。
8月12日，在里斯本竞技和波尔图的比赛中首次代表球队在正式比赛出场，射进制胜球，帮助里斯本竞技1比0击败对手。
在葡萄牙的四年时间里，尼库莱经常受到伤病困扰，2005年6月14日宣布在月底不再和球队续约。因为里斯本竞技在新合同中仅愿意提供相当于当前三成的薪水，而尼库莱本人只接受削减三成。
2005年8月31日, 尼库莱和比利时足球甲级联赛球队标准列日签约一年。他为球队在2005/06赛季在各种比赛出场32次，仅有5球进账，赛季结束后未能得到续约。
2006年12月12日，赋闲半年，尼库莱签约德甲联赛球队美因茨05，合同期为六个月。但他未能在一队立足，联赛仅出场5次，总共162分钟，没有收获进球。
2007年7月18日，尼库莱自由转会加盟苏格兰超级足球联赛球队因弗内斯。他在2007/08赛季在各项赛事出场38次进10球，其中苏超联赛出场35次，射进8球。
2008年夏季，由于因弗内斯高层的人事变动，球队无力再负担尼库莱的高额工资。球队接受布加勒斯特迪纳摩对尼库莱50万欧元的报价。
2008年7月24日, 尼库莱和布加勒斯特迪纳摩签约四年。
2011年1月19日, 尼库莱被租借到希腊球队卡瓦拉半年。
虽然人们普遍认为尼库莱会在2011年夏季离开球队。但7月11日他接受将自己的工资削减四成，将合同延长至2012年12月底。他在2011/12赛季射进19球，位列联赛射手榜第二位。
2012年7月20日，尼库莱以大约30万欧元的身价加盟另一支罗马尼亚球队瓦斯盧伊，签约2年。
2013年2月，尼库莱加盟中国足球超级联赛球队山东鲁能泰山。
2013年7月24日，在中超出场8次射进2球的尼库莱被山东鲁能泰山解约。
2013年8月，他加盟塞浦路斯足球甲级联赛球队阿诺索西斯。

## 荣誉

### 俱乐部

#### 布加勒斯特迪纳摩
- 罗马尼亚足球甲级联赛：1999-00
- 罗马尼亚杯：1999-00, 2000-01, 2011-12
- 罗马尼亚超级杯：2012

#### 里斯本竞技
- 葡萄牙足球超级联赛：2001-02
- 葡萄牙超级杯：2002
- 欧洲联盟杯亚军：2004-05

### 个人
- 罗马尼亚足球甲级联赛金靴奖：2000-01
- 苏格兰超级联赛月最佳球员：2007-08